# Tuss Hyland
Tuss Brita Hyland, ursprungligen Brita Margareta Nielsen, född 9 januari 1927 i Bromma församling i Stockholm, död 26 januari 2016 i Stockholm, var hustru till radio- och TV-profilen Lennart Hyland och medförfattare till en biografi om honom.
Efter realexamen arbetade hon i affär varefter hon fick arbete som postansvarig vid Radiotjänst, som Sveriges Radio hette på den tiden.
Tuss Hyland gifte sig 1950 med Lennart Hyland (1919–1993) och fick  med honom två söner, födda 1954 och 1955.
Året efter makens död gav hon ut boken Leva med Lennart Hyland i samarbete med journalisten Ulf Nilson, där hon bland annat berättade om makens alkoholmissbruk och sin egen manodepressiva sjukdom.
Tuss Hyland var dotter till företagsledaren Fredrik Wilhelm Nielsen och Elsa, ogift Johansson. Vidare var hon yngre syster till skådespelaren Gunnar Nielsen och Gun som var gift med Claes Leo Lagergren. Tuss Hyland blev moderlös redan som spädbarn.